# Середньоплан

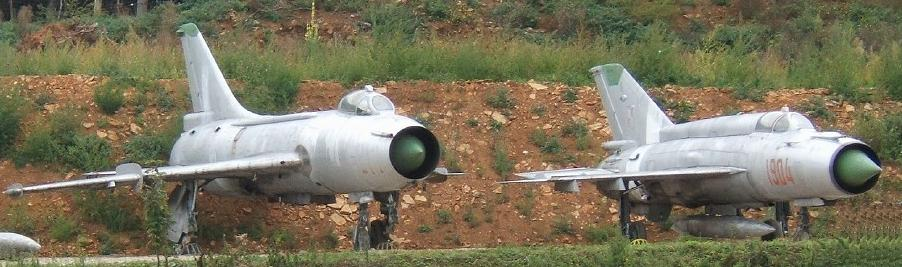
Су-7 и МіГ-21 — типові зразки средньопланів.

Середньоплан — схема кріплення крила до фюзеляжу літака (моноплана), коли крило проходить через середню частину його перетину. Така схема застосовується переважно на машинах легкої та бойової авіації.

## Переваги схеми
- Розташування крила в середині фюзеляжу дозволяє легше організувати пару крила і фюзеляжу.
- Проміжне між високим і низьким положення крила дозволяє прибирати стійки шасі в крило.
- Підвішене під крило озброєння не наражається на небезпеку удару об злітно-посадкову смугу.
- Знижується ефективна площа розсіювання при візуванні збоку (міркування, що визначило аеродинамічну схему винищувача «Гріпен»).

## Недоліки схеми

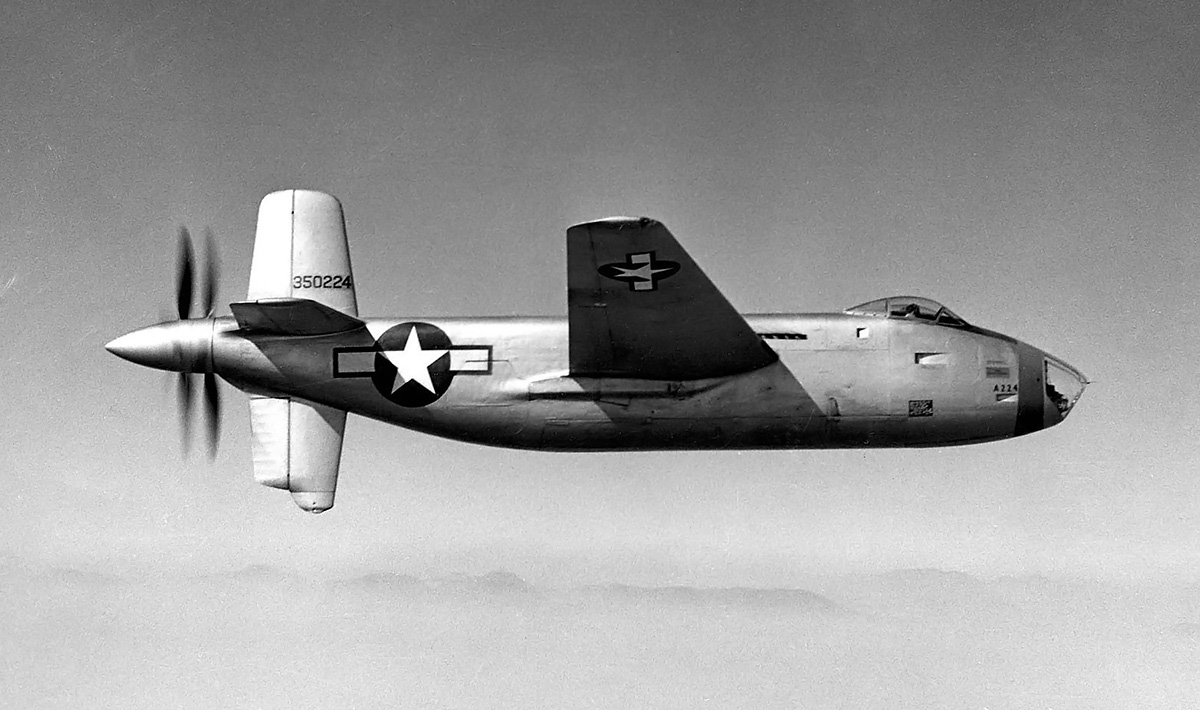
Douglas XB-42 Mixmaster

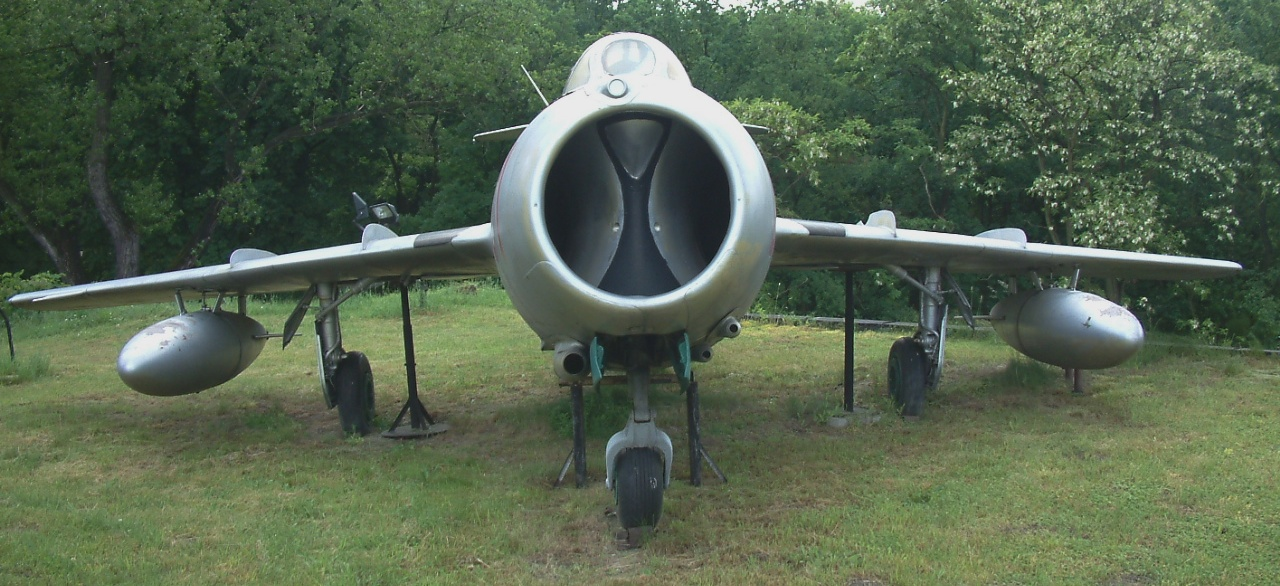
МіГ-15

- Силова балка, що об'єднують обидві площини крила, повинна проходити через фюзеляж, обмежуючи можливості в компонуванні внутрішніх агрегатів в цьому місці.
- В іншому випадку доводиться використовувати потужні кільцеві шпангоути, що обтяжують планер і ускладнюють проведення ремонтних робіт і модифікацій.

Через зазначені недоліки схема середньоплана дуже рідко застосовується на пасажирських і вантажних літаках, але популярна на винищувачах і штурмовиках.